# Das Lied von Lissabon
Das Lied von Lissabon (portugiesisch: A Canção de Lisboa) ist eine portugiesische Filmkomödie des Regisseurs und Architekten Cottinelli Telmo aus dem Jahr 1933. Der Film begründete das Genre der Comédia portuguesa.

## Handlung

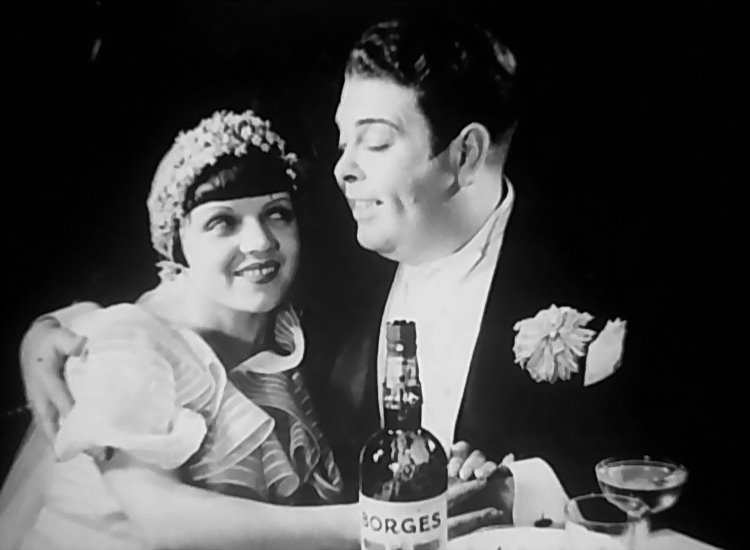
Alice (Beatriz Costa) und Vasco (Vasco Santana)

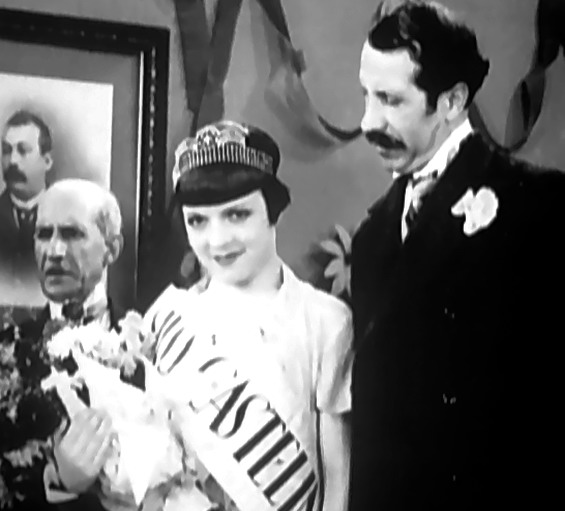
Szene mit Alice und ihrem Vater (António Silva, rechts)

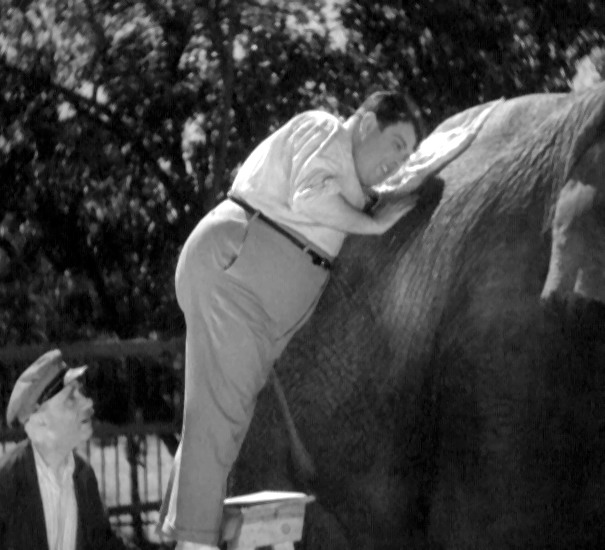
Vasco Santana in seiner Filmszene im Zoo

Der Lissaboner Student Vasco Leitão lebt von den Geldzuwendungen seiner Tanten aus der weit entfernten Trás-os-Montes-Region. Diese unterstützen ihren Neffen in dem Glauben, er sei ein fleißiger Medizinstudent. Vasco jedoch hält sich lieber in der Nähe hübscher junger Damen der Nachbarschaft auf, insbesondere der von Alice. Ihr Vater, der Schneider Caetano, missbilligt diese Liebelei jedoch angesichts der prekären finanziellen Verhältnisse und des Lebenswandels Vascos.
Das unbeschwerte Leben Vascos scheint ein Ende zu nehmen, als er bei den Abschlussprüfungen durchfällt und am gleichen Tag einen Brief seiner Tanten erhält, die erstmals in die Hauptstadt reisen wollen, um ihn zu besuchen.

## Rezeption
Der Film der Tóbis-Portuguesa-Filmgesellschaft wurde beworben als erster portugiesischer Film aus vollständig portugiesischer Produktion. Der erste Tonfilm des Landes war zuvor A Severa im Jahr 1931.
Der als unbeschwerte Komödie angelegte Film ist bis heute einer der populärsten Vertreter des Portugiesischen Kinos der 1930er und 40er Jahre, dessen Hochphase er einleitete. Insbesondere die vom Revuetheater bekannten Schauspieler Vasco Santana, Beatriz Costa und António Silva machten den Film zum Erfolg und wurden ihrerseits in der Folge zu erfolgreichen und bis heute populären Schauspielern. Auch die Betonung von typischen Motiven der traditionellen Viertel Lissabons in Szenendekor und Liedern, zusammen mit einer Reihe komischer Szenen und Dialoge, machten den Film zum Erfolg. Der heute bekannte Regisseur Manoel de Oliveira hatte hier in einer Nebenrolle eine seiner anfänglichen Schauspielrollen.
Der Film wurde mehrmals im öffentlich-rechtlichen Fernsehen RTP gezeigt und, nach Restauration durch die Cinemateca Portuguesa, mehrmals von Lusomundo wiederveröffentlicht, erst als VHS-Kassette, und seit 2001 mehrmals als DVD.
2005 inszenierte Filipe La Féria auf Basis des Films ein gleichnamiges Musical am Lissabonner Teatro Politeama, das 2007 als DVD mit CD erschien und 2008 erstmals auch im RTP-Fernsehen gezeigt wurde.
2016 erschien mit A Canção de Lisboa 2016 ein gleichnamiges Remake. Mit Regie von Pedro Varela und produziert von Leonel Vieira, der zuvor selbst zwei sehr erfolgreiche Neuverfilmungen portugiesischer Komödien der 1930er/40er Jahre drehte, war die Neuverfilmung mit 188.214 Zuschauern und Einnahmen von fast einer Million Euro ebenfalls ein Blockbuster des kleinen portugiesischen Marktes. Noch 2016 erschien der Film auch als DVD.